# Maria Eisner
Maria Eisner, auch Maria Eisner Lehfeldt (* 8. Februar 1909 in Mailand; † 8. März 1991 in New York City) war eine italienisch-deutsch-amerikanische Fotografin, Fotoredakteurin und Fotoreporterin.

## Leben
Eisner wurde in Mailand geboren. Ihre aus Karlsbad bzw. Bamberg stammenden Eltern Alfred und Emma Eisner mussten mit nach dem Kriegseintritt Italiens Mailand verlassen und übernahmen Ende des Ersten Weltkriegs das Geschäft des Cousins Anton Lederer in Bamberg. Maria Eisner begann ihre Laufbahn als Redaktionssekretärin in Berlin im Atlantis Verlag. 1931 erhielt sie die deutsche Staatsangehörigkeit. 
Mit dem Beginn der NS-Herrschaft wurde der Aufenthalt in Berlin für eine jüdische Pressemitarbeiterin böhmisch-bayrischer Abstammung mit dem Namen Eisner (der jüdischstämmige Kurt Eisner war der erste Ministerpräsident des Freistaats Bayern nach der Revolution) zu gefährlich. Sie ging Mitte 1933 nach Paris, wo sie an der Gründung der Fotoagentur Alliance-Photo beteiligt war. Am 9. Mai 1935 wurde Maria Eisner die deutsche Staatsbürgerschaft aberkannt. Sie wurde zu Anfang des Zweiten Weltkriegs am 15. April 1940 zum Sammelpunkt Vélodrome d’Hiver in Paris bestellt und am 2. Juni in das größte französische Internierungslager Camp de Gurs überstellt. Sie wurde aber bereits am 19. Juni wieder freigelassen. Sie wanderte in der Folge in die USA aus. Maria Eisner soll über Bordeaux per Schiff nach Lissabon gelangt und nachweislich am 12. Juli an Bord der USS Manhattan nach New York abgereist sein.
1947 war sie Mitbegründerin von Magnum Photos, die  am 22. Mai 1947 ins Handelsregister New Yorks eingetragen wurde und eine Genossenschaft im Besitz ihrer Mitglieder ist. Sie war verantwortlich für den organisatorischen Bereich der Fotoagentur, zusammen mit der Frau von William Vandivert, Rita Vandivert, welche die Agentur jedoch bereits nach einem Jahr wieder verließen. Teilweise war sie wieder in Paris tätig.
Im Mai 1949 heiratete Maria Eisner den Gynäkologen Hans Lehfeldt. Am 11. August 1949 wurde Maria Eisner Lehfeldt nach Überprüfung durch das FBI die Einbürgerung gewährt. Ende des Jahres 1950 wurde sie schwanger, schied im Juli 1951 bei Magnum aus und zog sich nach der Geburt ihres Sohnes Richard vierzig Jahre ins Privatleben zurück. Hans Lehfeldt starb 1993. Maria Eisner Lehfeldt starb am 8. März 1991 in New York.